# 刀〈銘備前国長船住左衛門尉藤原朝臣則光/於作州鷹取庄黒坂造/鷹取勘解由左衛門藤原朝臣泰佐打ス/長禄三年己卯十二月十三日〉
刀〈銘備前国長船住左衛門尉藤原朝臣則光/於作州鷹取庄黒坂造/鷹取勘解由左衛門藤原朝臣泰佐打ス/長禄三年己卯十二月十三日〉（かたな めいびぜんのくにおさふねのじゅうさえもんのじょうふじわらのあそんのりみつ さくしゅうたかとりのしょうくろさかにおいてつくる たかとりかげゆさえもんふじわらのあそんたいさうたス ちょうろくさんねんつちのとうじゅうにがつじゅうさんにち）は、室町時代に作られたとされる日本刀（打刀）である。日本の重要文化財に指定されており、福岡県久留米市の個人所有。正式な指定名称は縦書きであり、一行の途中で数段構えとしているため、横書きで表記すると以下のようになる。
刀銘備前国長船住左衛門尉藤原朝臣則光 於作州鷹取庄黒坂造 鷹取勘解由左衛門藤原朝臣泰佐打ス 長禄三年己卯十二月十三日

## 概要
備前国長船派の刀工である則光によって作られた刀である。備前長船には「則光」を名乗る刀工が複数存在し、銘鑑では名工長光の弟子である初代則光から九代目まであるとされる。本作の作者は、寛正年間頃に活躍したことから「寛正則光」と通称される二代目則光である。本作はやや細身ながらも地刃の出来に優れた同工の代表作であるとともに、刃文にも同地・同時代の特色が表れており、末備前に分類される刀の中でも代表的な作品とされる。
本作は、銘文にもあるとおり長禄3年12月13日（1460年1月6日）に美作国鷹取庄黒坂（現・岡山県勝田郡勝央町黒坂周辺）にて、刀工の則光が、鷹取泰佐のために製作した打刀である。本刀は古来から則光の黒坂打として刀剣の解説書に掲載されており著名であったことがうかがえる。打刀は室町時代から徐々に著名な刀工の作品が世に出始めてきており、本作も、刃長・身幅・先反り具合など、当時の打刀の様式に沿ったものである。なお、本刀の銘は指裏に刀工名があり、書籍や展覧会によっては太刀として扱う場合もある。その銘文も作者、年紀、場所、所持者などが詳細に記載されており、刀工の動向を知る上でも貴重な資料である。また、本刀は刀剣研師である本阿弥琳雅により研ぎ上げられており、現代の重要無形文化財保持者に繋がる同人の研磨術の典型例としての価値も有する。
文部省は本作の持つ歴史上又は美術上の価値を鑑み、1938年（昭和13年）5月10日に重要美術品等ノ保存ニ関スル法律第1条の規定により、以下の文化財名称として重要美術品に認定された。
刀銘 備前国長船住左衛門尉藤原朝臣則光  於作州鷹取庄黒坂造  鷹取勘解由左衛門藤原朝臣泰佐打之  長禄三年己卯十二月十三日
なお、本来の銘文は「菅原朝臣泰佐」であるが、国指定時に誤って「藤原朝臣泰佐」としてしまっている。重要美術品認定時には、実業家・茶人・骨董収集家であった兵庫県武庫郡本山村（現・兵庫県神戸市東灘区）の河瀬虎三郎（無窮亭）が所有していた。
その後、本作は無窮亭の手から離れ、1958年（昭和33年）2月8日には本刀の持つ文化財としての価値を鑑み、文化財保護法第27条第1項の規定により、文化財保護委員会から重要文化財に指定された（指定書・台帳番号は工第1820号）。重要文化財に指定された当時は福岡県大牟田市の個人が所有しており、同県久留米市の個人の所有である。
本作は個人蔵であるため一般公開されていないが、時節行われる展覧会に出展されることがある。過去に本作が展示された主な展覧会は以下のとおりである。
- 紀元二千六百年奉祝名宝日本刀展覧会（1940年（昭和15年）、遊就館）[9]
- 日本の武器武具（1976年（昭和51年）10月5日 - 11月23日、東京国立博物館）[5]
- 日本のかたな（1997年（平成9年）10月14日 - 11月24日、東京国立博物館）[6]

## 作風

### 刀身
刃長68.2センチメートル、反り2.0センチメートル、元幅2.7センチメートル、先幅2.0センチメートル。鎬造、庵棟、やや先反り、中切先。地鉄は小板目肌でよく約（つ）み、地沸が細かにつく。刃文は互の目乱れ（ぐのめみだれ）に小湾れ（このたれ）が交じり、匂口が締まり、小足や葉（よう）がしきりに入る。帽子は乱れ込み小丸。表裏に丸留めの棒樋（ぼうひ）に添樋を、下に梵字と掻き通しの護摩箸を彫る。茎（なかご）は生ぶ、尻は先栗、鑢目（やすりめ）は勝手下り、目釘穴は2つ。銘は、指裏（さしうら）に「備前国長船住左衛門尉藤原朝臣則光」「於作州鷹取庄黒坂造」の二行を、指表に「鷹取勘解由左衛門菅原朝臣泰佐打ス之」「長禄三年己卯十二月十三日」の二行をそれぞれ刻す。